# Iva Ikuko Toguri D’Aquino
Iva Ikuko Toguri D'Aquino (4. juli 1916 i Los Angeles i USA – 26. september 2006 i Chicago) var den japansk-amerikanske kvinde som var Radio Tokyos stemme Orphan Ann under 2. verdenskrigs Stillehavskrig. Hun ledede programmet The Zero Hour, som var en vigtig bestanddel af Japans propagandakrig beregnet på de amerikanske styrker.
Sommeren 1941 var hun rejst til Japan for at besøge en syg slægtning. Da hun ville rejse hjem i november, blev hun tilbageholdt, og efter krigsudbruddet i december samme år blev hun truet med internering. I stedet blev hun sat til oversættelsesarbejde. Efter nogen tid gik hun med til at arbejde for Radio Tokyo, efter at andre amerikansk-venlige havde bedt hende om at samarbejde med det japanske hemmelige politi for at fremme amerikanske interesser. Hun gik ind for at fremføre den japanske propaganda på en så overdrevet måde at den skulle virke mod sin hensigt, og i stedet anspore lytterne til øget kampvilje. Det klarede hun, men en af omkostningerne var, at hun selv blev en nok så forhadt skikkelse i USA. Hun blev identificeret som Tokyo Rose (som hun både var, og ikke var – Tokyo Rose var et tilnavn som blev givet til enhver kvindelig engelsktalende propagandastemme fra Radio Tokyo.)
Dette førte hende i fængsel for landsforræderi, da hun endelig kom hjem; at hun havde vidner på, at hun havde arbejdet for den amerikanske side, gjorde ikke tilstrækkeligt indtryk.
Hun blev først rehabiliteret i 1977.